# Júpiter (planeta)
Júpiter es el planeta más grande del sistema solar y el quinto en orden de lejanía al Sol. Es un gigante gaseoso que forma parte de los denominados planetas exteriores. Recibe su nombre del dios romano Júpiter y los antiguos griegos le daban el nombre Fenonte. Es uno de los objetos naturales más brillantes en un cielo nocturno despejado, superado solo por la Luna, Venus y algunas veces Marte.
Se trata del planeta que ofrece un mayor brillo a lo largo del año dependiendo de su fase. Es, además, después del Sol, el mayor cuerpo celeste del sistema solar, con una masa casi dos veces y media de la de los demás planetas juntos (con una masa 318 veces mayor que la de la Tierra y tres veces mayor que la de Saturno, además de ser, en cuanto a volumen, 1321 veces más grande que la Tierra). También es el planeta más antiguo del sistema solar, siendo incluso más antiguo que el Sol; este descubrimiento fue realizado por investigadores de la universidad de Münster en Alemania.
Júpiter es un cuerpo masivo gaseoso, formado principalmente por hidrógeno y helio, carente de una superficie interior definida. Entre los detalles atmosféricos es notable la Gran Mancha Roja (un enorme anticiclón situado en las latitudes tropicales del hemisferio sur), la estructura de nubes en bandas oscuras y zonas brillantes, y la dinámica atmosférica global determinada por intensos vientos zonales alternantes en latitud y con velocidades de hasta 140 m/s (504 km/h).

## Características principales
Júpiter es el planeta con mayor masa del sistema solar: equivale a unas 2.48 veces la suma de las masas de todos los demás planetas juntos. A pesar de ello, no es el planeta más masivo que se conoce: más de un centenar de planetas extrasolares que han sido descubiertos tienen masas similares o superiores a la de Júpiter. Júpiter también posee la velocidad de rotación más rápida de los planetas del sistema solar: gira en poco menos de diez horas sobre su eje. Esta velocidad de rotación se deduce a partir de las medidas del campo magnético del planeta. La atmósfera se encuentra dividida en regiones con fuertes vientos zonales con periodos de rotación que van desde las 9 h 50 min 30 s, en la zona ecuatorial, a las 9 h 55 min 40 s en el resto del planeta.
El planeta es conocido por una enorme formación meteorológica, la Gran Mancha Roja, fácilmente visible por astrónomos aficionados dado su gran tamaño, superior al de la Tierra. Su atmósfera está permanentemente cubierta de nubes que permiten trazar la dinámica atmosférica y muestran un alto grado de turbulencia.
Tomando como referencia la distancia al Sol, Júpiter es el quinto planeta del sistema solar. Su órbita se sitúa aproximadamente a 5 unidades astronómicas (au), unos 750 000 000 (setecientos cincuenta millones) de kilómetros del Sol.

### Masa
La masa de Júpiter es tal que su baricentro con el Sol se sitúa en realidad por encima de su superficie (1.068 de radio solar, desde el centro del Sol). A pesar de ser mucho más grande que la Tierra (con un diámetro once veces mayor), es considerablemente menos denso. El volumen de Júpiter es equivalente al de 1321 tierras, pero su masa es solamente 318 veces mayor. La unidad de masa de Júpiter (Mj) se utiliza para medir masas de otros planetas gaseosos, sobre todo planetas extrasolares y enanas marrones.
La enana roja más pequeña que se conoce tiene solo un 30 % más de radio que Júpiter, aunque tiene cientos de veces su masa. Si bien el planeta necesitaría tener unas quince veces su masa para provocar las reacciones de fusión de ²H (deuterio) para convertirse en una enana marrón, Júpiter irradia más calor del que recibe de la escasa luz solar que le llega. La diferencia de calor liberada se genera por la inestabilidad Kelvin-Helmholtz mediante contracción adiabática (encogimiento). La consecuencia de este proceso es una paulatina y lenta reducción de su diámetro en unos dos centímetros cada año. Según esta teoría, tras su formación, Júpiter era mucho más caliente y presentaba casi el doble de su actual diámetro.
Si fuese tan solo cuatro veces más masivo, el interior podría llegar a comprimirse mucho más a causa del incremento en la fuerza gravitacional, lo que en la proporción adecuada disminuiría su volumen a pesar del aumento de masa. Como resultado de ello, se especula que Júpiter ha alcanzado uno de los diámetros más amplios que un planeta de estas características y evolución puede lograr. La reducción del volumen por un aumento de la masa durante la formación planetaria podría continuar hasta que se alcanzara la presión suficiente para iniciar procesos de fusión nuclear, como en las enanas marrones, con unas pocas decenas de veces la masa joviana. Esto ha llevado a algunos astrónomos a calificarlo como «estrella fracasada», aunque no queda claro si los procesos involucrados en la formación de planetas como Júpiter se asemejan a los procesos de creación de sistemas estelares múltiples.

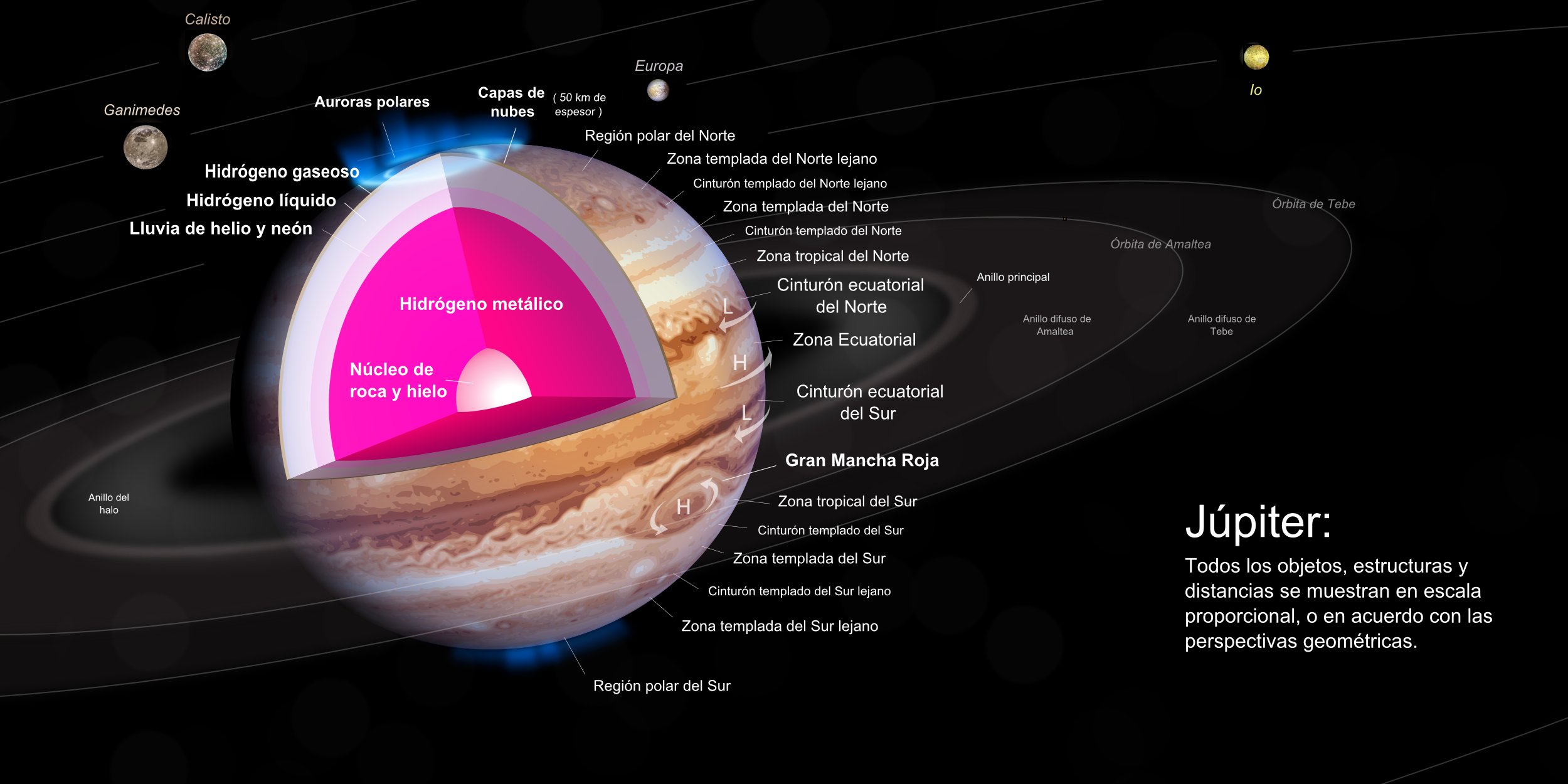
Este corte transversal ilustra un modelo del interior de Júpiter, con un núcleo rocoso recubierto por una capa profunda de hidrógeno metálico líquido.

## Atmósfera

Júpiter visto por la sonda espacial Voyager 1.

La atmósfera de Júpiter no presenta una frontera clara con el interior líquido del planeta; la transición se va produciendo de una manera gradual. Se compone en su mayoría de hidrógeno (87 %) y helio (13 %), además de contener metano, vapor de agua, amoníaco y sulfuro de hidrógeno, todas estas con < 0.1 % de la composición de la atmósfera total.

### Bandas y zonas
El astrónomo aficionado inglés A.S. Williams hizo el primer estudio sistemático sobre la atmósfera de Júpiter en 1896. La atmósfera de Júpiter está dividida en cinturones oscuros llamados bandas y regiones claras llamadas zonas, todos ellos alineados en la dirección de los paralelos. Las bandas y zonas delimitan un sistema de corrientes de viento alternantes en dirección con la latitud y en general de gran intensidad; por ejemplo, los vientos en el ecuador soplan a velocidades en torno a 100 m/s (360 km/h). En la Banda Ecuatorial Norte, los vientos pueden llegar a soplar a 140 m/s (500 km/h). La rápida rotación del planeta (9 h 55 min 30 s) hace que las fuerzas de Coriolis sean muy intensas, siendo determinantes en la dinámica atmosférica del planeta.

### La Gran Mancha Roja
El científico inglés Robert Hooke observó en 1664 una gran formación meteorológica que podría ser la Gran Mancha Roja (conocida en inglés por las siglas GRS, del Great Red Stain). Sin embargo, no parecen existir informes posteriores de la observación de tal fenómeno hasta el siglo XX. En todo caso, varía mucho tanto de color como de intensidad. Las imágenes obtenidas por el Observatorio Yerkes a finales del siglo XIX muestran una mancha roja alargada, ocupando el mismo rango de latitudes, pero con el doble de extensión longitudinal. A veces, es de un color rojo fuerte, y realmente muy notable, y en otras ocasiones palidece hasta hacerse insignificante. Históricamente, en un principio se pensó que la Gran Mancha Roja era la cima de una montaña gigantesca o una meseta que salía por encima de las nubes. Esta idea fue, sin embargo, desechada en el siglo XIX al constatarse espectroscópicamente la composición de hidrógeno y helio de la atmósfera y determinarse que se trataba de un planeta fluido. El tamaño actual de la Gran Mancha Roja es aproximadamente unas dos veces y media el de la Tierra. Meteorológicamente, la Gran Mancha Roja es un enorme anticiclón muy estable en el tiempo. Los vientos en la periferia del vórtice tienen una velocidad cercana a los 400 km/h.

### La Pequeña Mancha Roja
En marzo de 2006, se anunció que se había formado una segunda mancha roja aproximadamente de la mitad del tamaño de la Gran Mancha Roja. Esta segunda mancha roja se formó a partir de la fusión de tres grandes óvalos blancos presentes en Júpiter desde los años 1940, denominados BC, DE y FA, y fusionados en uno solo entre los años 1998 y 2000, dando lugar a un único óvalo blanco denominado Óvalo blanco BA,
cuyo color evolucionó hacia los mismos tonos que la Gran Mancha Roja a comienzos del 2006.
La coloración rojiza de ambas manchas puede producirse cuando los gases de la atmósfera interior del planeta se elevan en la atmósfera y sufren la interacción de la radiación solar. Las mediciones en el infrarrojo sugieren que ambas manchas se elevan por encima de las nubes principales. El paso, por tanto, de óvalo blanco a mancha roja podría ser un síntoma de que la tormenta está ganando fuerza. El 8 de abril de 2006, la cámara de seguimiento avanzada del Hubble tomó nuevas imágenes de la joven tormenta.

### Estructura de nubes
Las nubes superiores de Júpiter están formadas probablemente de cristales congelados de amoníaco. El color rojizo viene dado por algún tipo de agente colorante desconocido, aunque se sugieren compuestos de azufre o fósforo. Por debajo de las nubes visibles Júpiter posee muy posiblemente nubes más densas de un compuesto químico llamado hidrosulfuro de amonio, NH4HS. A una presión en torno a 5-6 Pa existe posiblemente una capa aún más densa de nubes de agua. Una de las pruebas de la existencia de tales nubes la constituye la observación de descargas eléctricas compatibles con tormentas profundas a estos niveles de presión. Tales tormentas convectivas pueden en ocasiones extenderse desde los 5 Pa hasta los 300-500 hPa, unos 150 km en vertical.

### Desaparición del cinturón subecuatorial
A finales de abril de 2010, diferentes astrónomos aficionados[¿quién?] advirtieron que Júpiter había alterado el color del cinturón subecuatorial, tradicionalmente oscuro, apareciendo la parte sur completamente blanca y muy homogénea. El fenómeno tuvo lugar cuando Júpiter estaba en oposición con el Sol, siendo por lo tanto, observable desde la Tierra. Se barajan varias hipótesis para explicar este cambio, la considerada más probable es un cambio en la coloración de las nubes sin cambios sustanciales en la altura o cantidad de partículas que las forman. Este fenómeno de desaparición aparente de una banda ocurre de manera semi cíclica en Júpiter habiéndose observado con anterioridad en varias ocasiones, en particular en el año 1993 cuando fue estudiado en detalle.
Galería de imágenes de las nubes de Júpiter

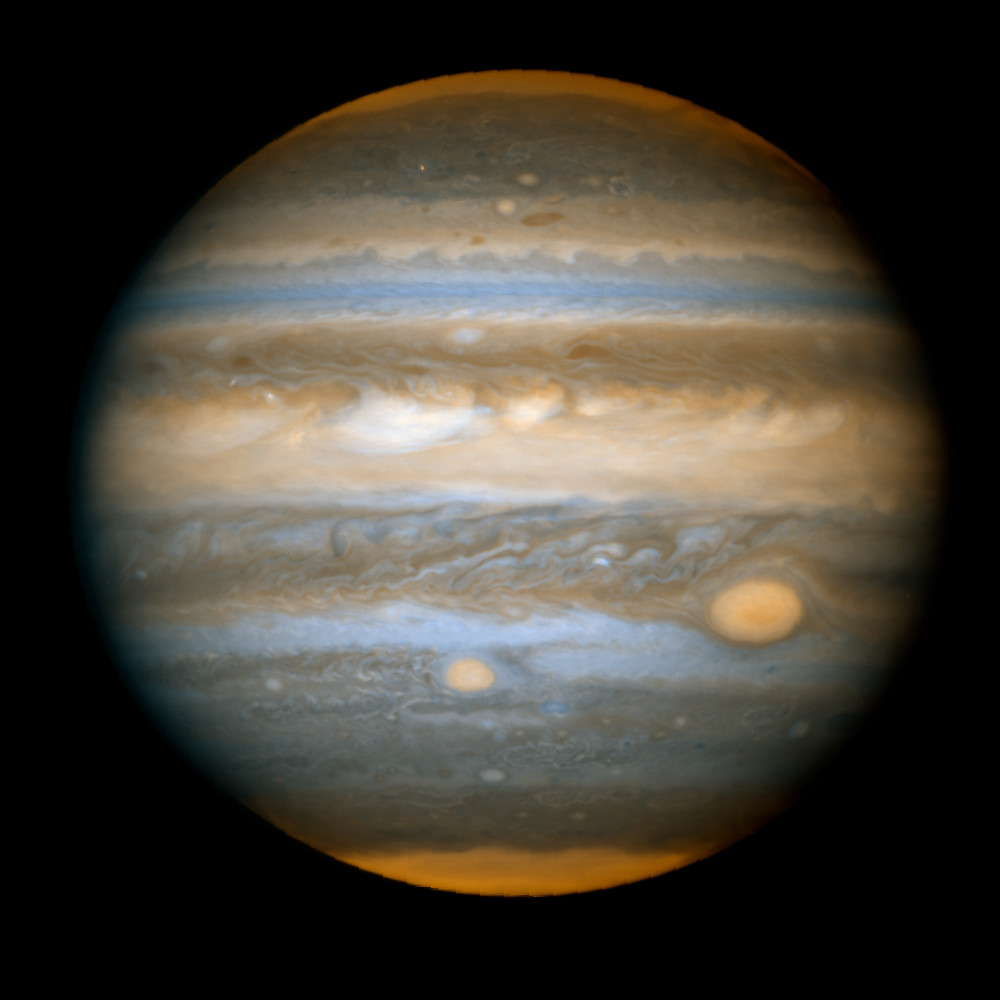
Imagen del telescopio espacial Hubble mostrando las dos manchas rojas de Júpiter.
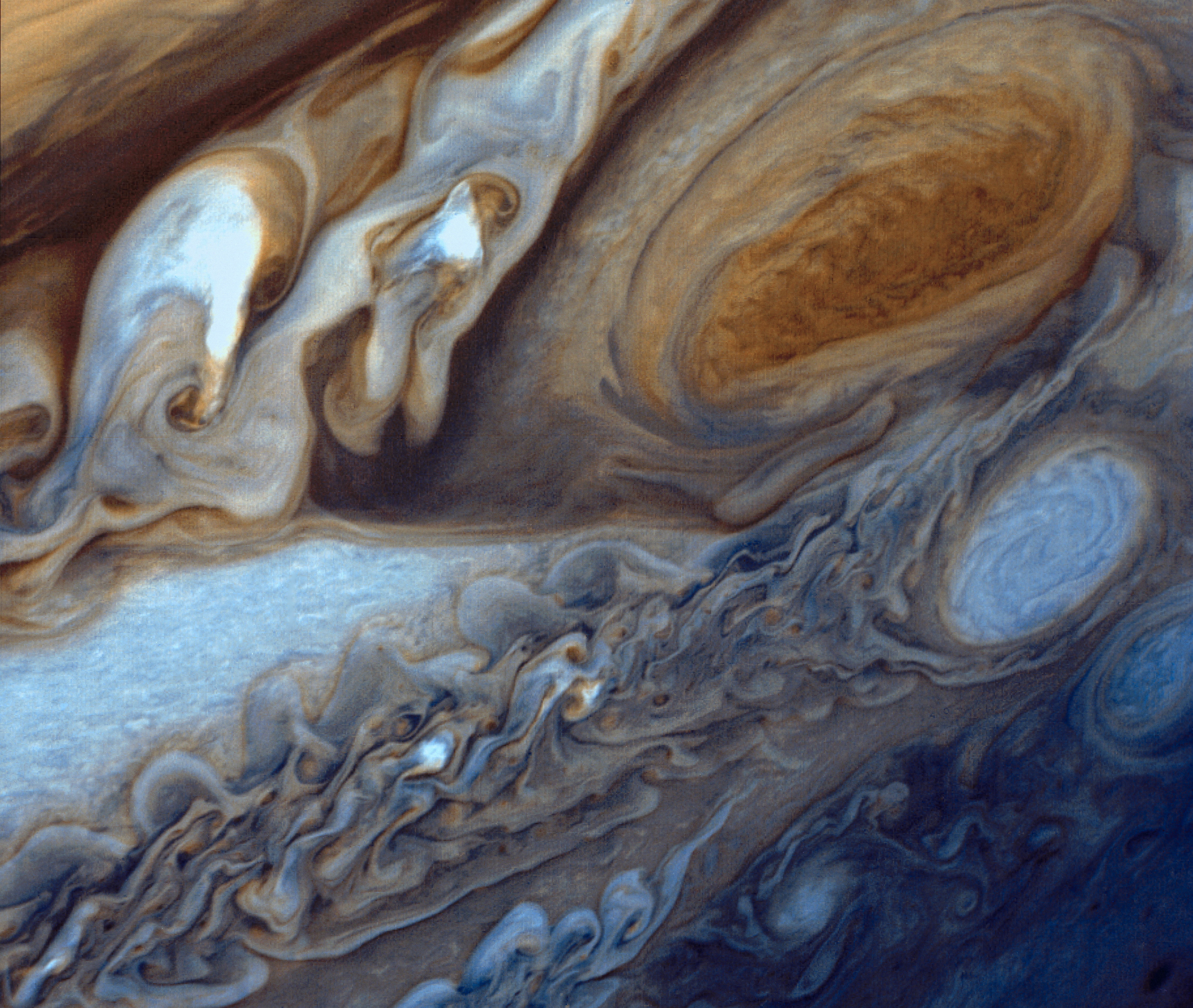
Imagen de alta resolución de la Gran Mancha Roja de Júpiter tomada por la sonda Voyager 1 en 1979.
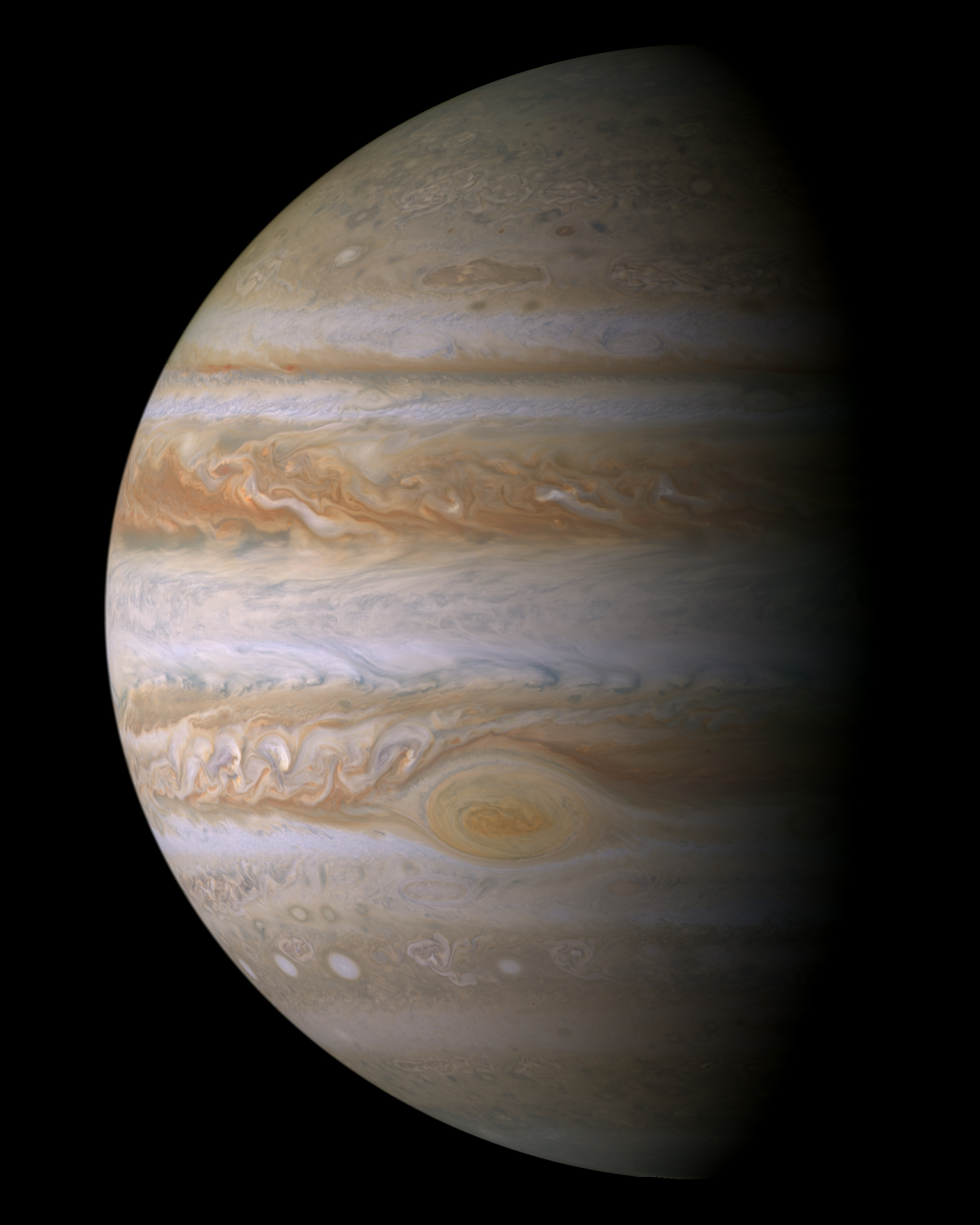
Fotografía de Júpiter obtenida por la misión Cassini en diciembre de 2000.
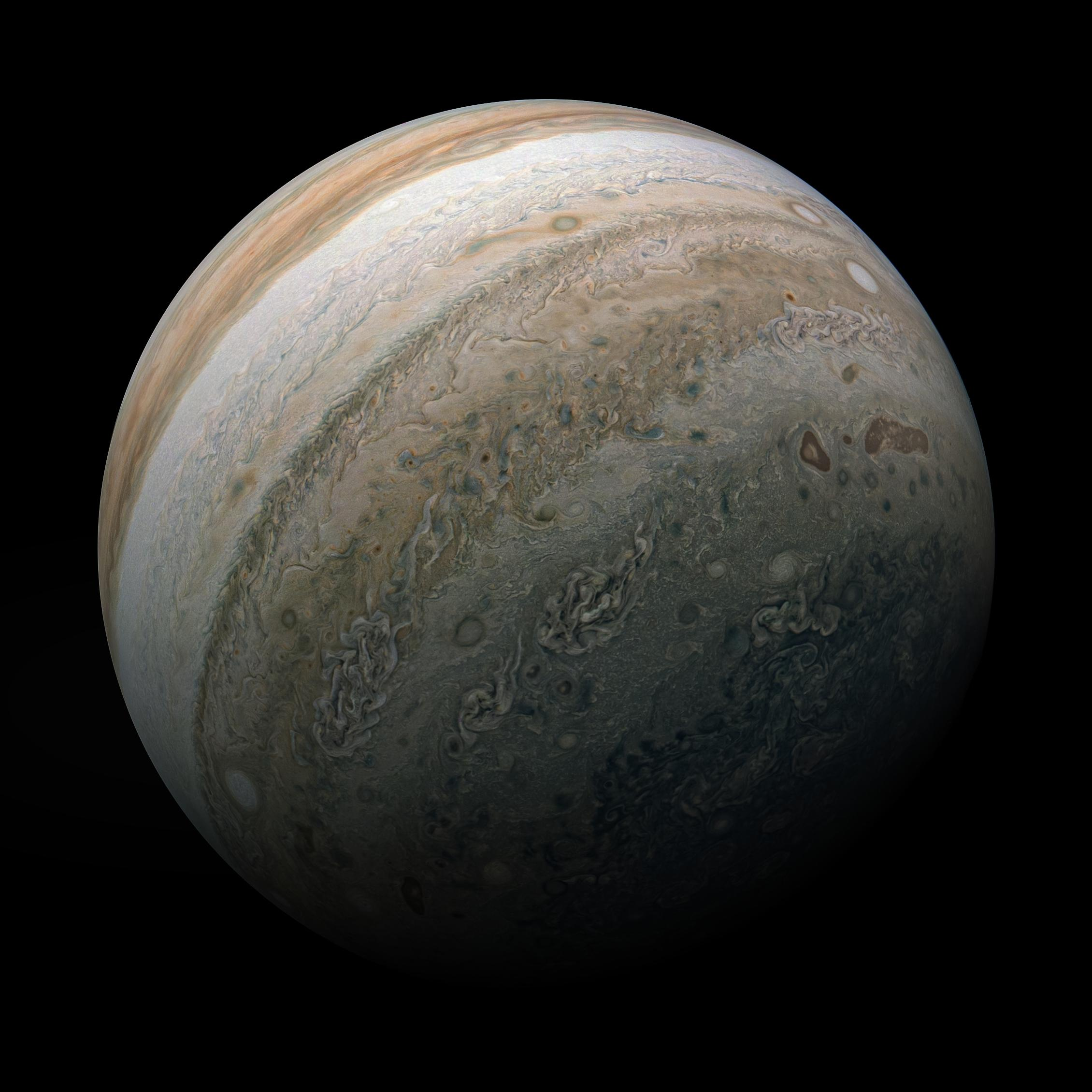
Hemisferio sur de Júpiter capturado el 17 de febrero de 2020, durante un acercamiento de la sonda espacial Juno.
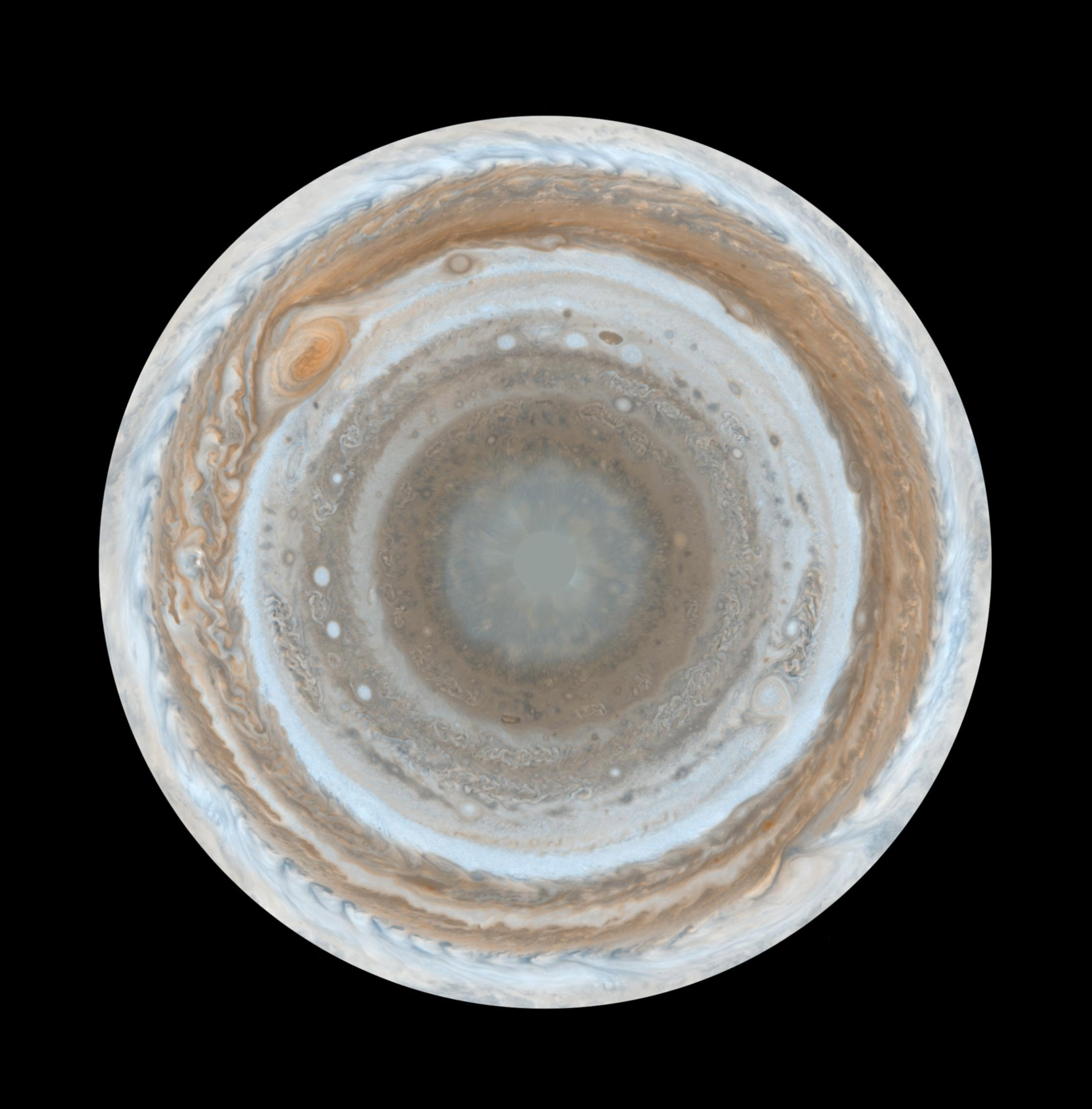
Proyección del planeta desde el polo sur hecha por la sonda Cassini.

## Estructura interna

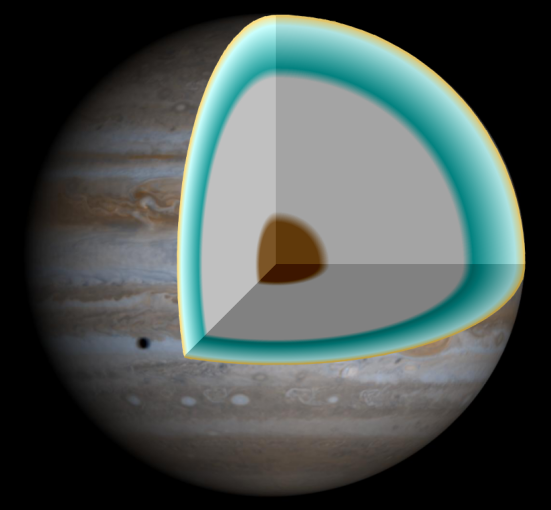
Interior de Júpiter.

En el interior del planeta el hidrógeno, el helio y el argón (gas noble que se acumula en la superficie de Júpiter) se comprimen progresivamente. El hidrógeno molecular se comprime de tal manera que se transforma en un líquido de carácter metálico a profundidades de unos 15 000 km bajo la superficie. Más abajo se supone que existe un núcleo rocoso formado principalmente por materiales helados y más densos, de unas siete masas terrestres (aunque un modelo reciente aumenta la masa del núcleo central de este planeta entre 14 y 18 masas terrestres, y otros autores piensan que puede no existir tal núcleo, además de existir la posibilidad de que el núcleo fuera mayor en un principio, pero que las corrientes convectivas de hidrógeno metálico caliente le habrían hecho perder masa). La existencia de las diferentes capas viene determinada por el estudio del potencial gravitatorio del planeta, medido por las diferentes sondas espaciales. De existir el núcleo interno, probaría la teoría de formación planetaria a partir de un disco de planetesimales. Júpiter es tan masivo que todavía no ha liberado el calor acumulado en su formación, y posee, por lo tanto, una importante fuente interna de energía calórica que ha sido medida de manera precisa y equivale a 5.4 W/m². Esto significa que el interior del planeta está mezclado de manera eficaz por lo menos hasta niveles cercanos a las nubes de agua a 5 bar.
El mismo modelo mencionado antes, que da una masa mayor al núcleo del planeta, considera que este tiene una estructura interna formada por cilindros concéntricos que giran a distinta velocidad —los ecuatoriales (que son los externos) más rápido que los internos—, de modo similar al Sol; se espera que la misión Juno, que fue lanzada el 5 de agosto de 2011 y que entró en órbita alrededor del planeta el 4 de julio de 2016, pueda determinar con sus mediciones de la gravedad joviana la estructura interna del planeta.

## Magnetosfera

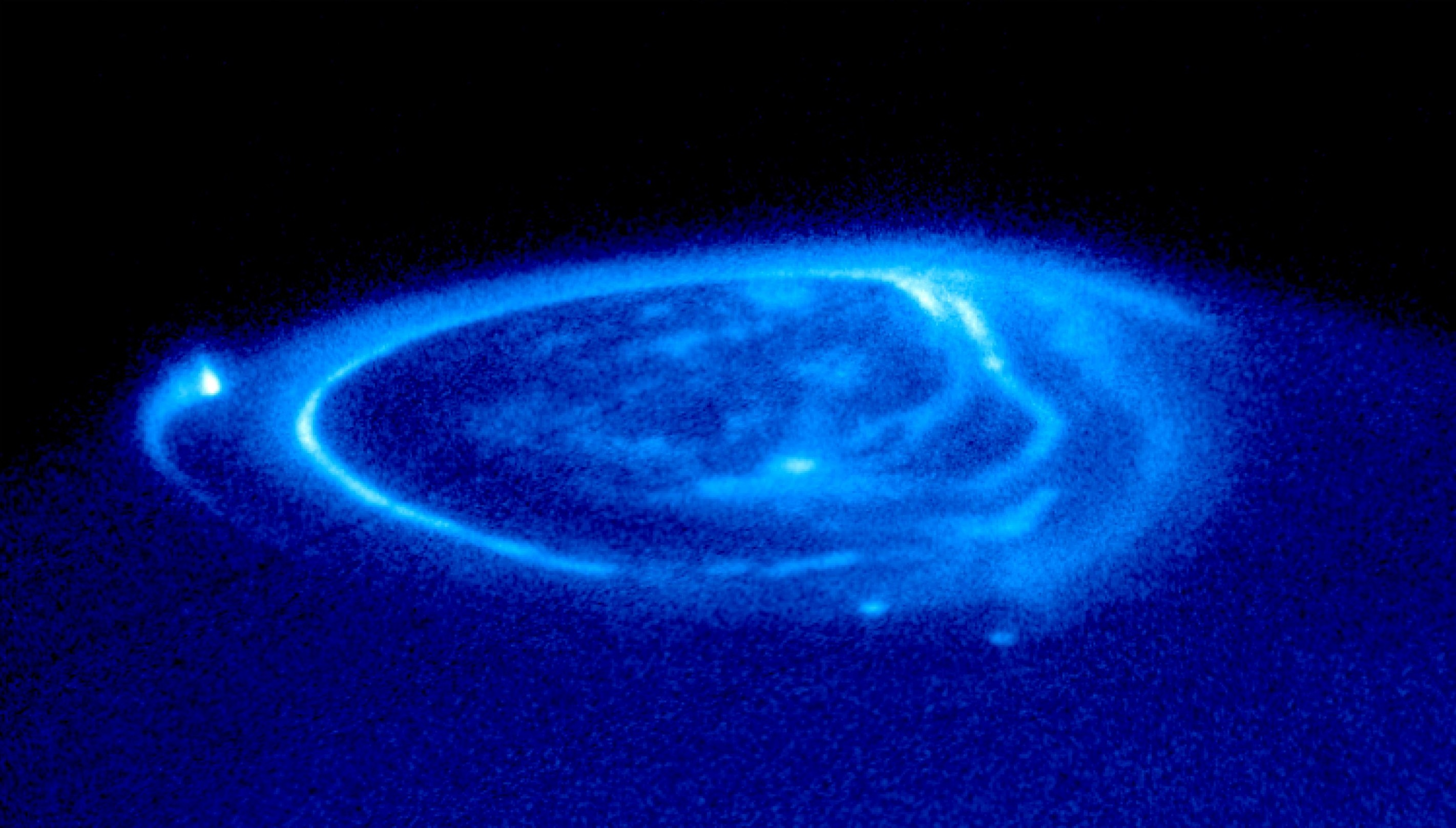
Auroras observadas en el UV en Júpiter.

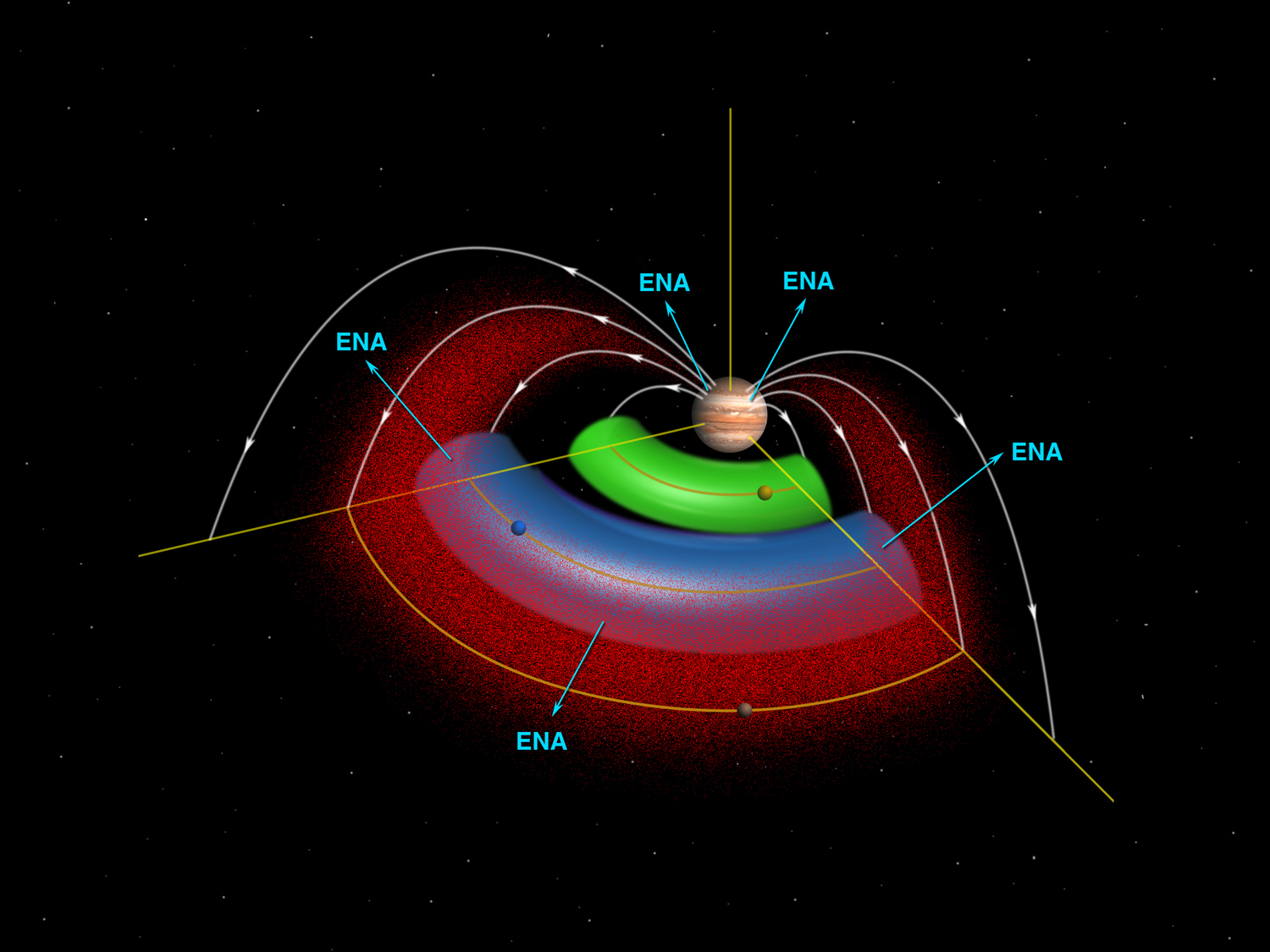
Imagen esquemática mostrando el toro de partículas ionizadas atrapadas en la magnetosfera del planeta. Es de destacar la interacción de la magnetosfera con partículas cargadas provenientes de los satélites interiores Ío y Europa.

Júpiter tiene una magnetosfera extensa formada por un campo magnético de gran intensidad. El campo magnético de Júpiter podría verse desde la Tierra ocupando un espacio equivalente al de la Luna llena a pesar de estar mucho más lejos. El campo magnético de Júpiter es de hecho la estructura de mayor tamaño en el sistema solar después del campo magnético del Sol. Las partículas cargadas son recogidas por el campo magnético joviano y conducidas hacia las regiones polares donde producen impresionantes auroras. Por otro lado las partículas expulsadas por los volcanes del satélite Ío forman un toroide de rotación en el que el campo magnético atrapa material adicional que es conducido a través de las líneas de campo sobre la atmósfera superior del planeta.
Se piensa que el origen de la magnetosfera se debe a que en el interior profundo de Júpiter, el hidrógeno se comporta como un metal debido a la altísima presión. Los metales son, por supuesto, excelentes conductores de electrones, y la rotación del planeta produce corrientes, las cuales a su vez producen un extenso campo magnético.
Las sondas Pioneer confirmaron la existencia del campo magnético joviano y su intensidad, siendo más de diez veces superior al terrestre conteniendo más de veinte mil veces la energía asociada al campo terrestre. Los Pioneer descubrieron que la onda de choque de la magnetosfera joviana se extiende a 26 millones de kilómetros del planeta, con la cola magnética extendiéndose más allá de la órbita de Saturno.
Las variaciones del viento solar originan rápidas variaciones en tamaño de la magnetosfera. Este aspecto fue estudiado por las sondas Voyager. También se descubrió que átomos cargados eran expulsados de la magnetosfera joviana con gran intensidad y eran capaces de alcanzar la órbita de la Tierra. También se encontraron corrientes eléctricas fluyendo de Júpiter a algunos de sus satélites, particularmente Ío y también en menor medida Europa.

## Satélites

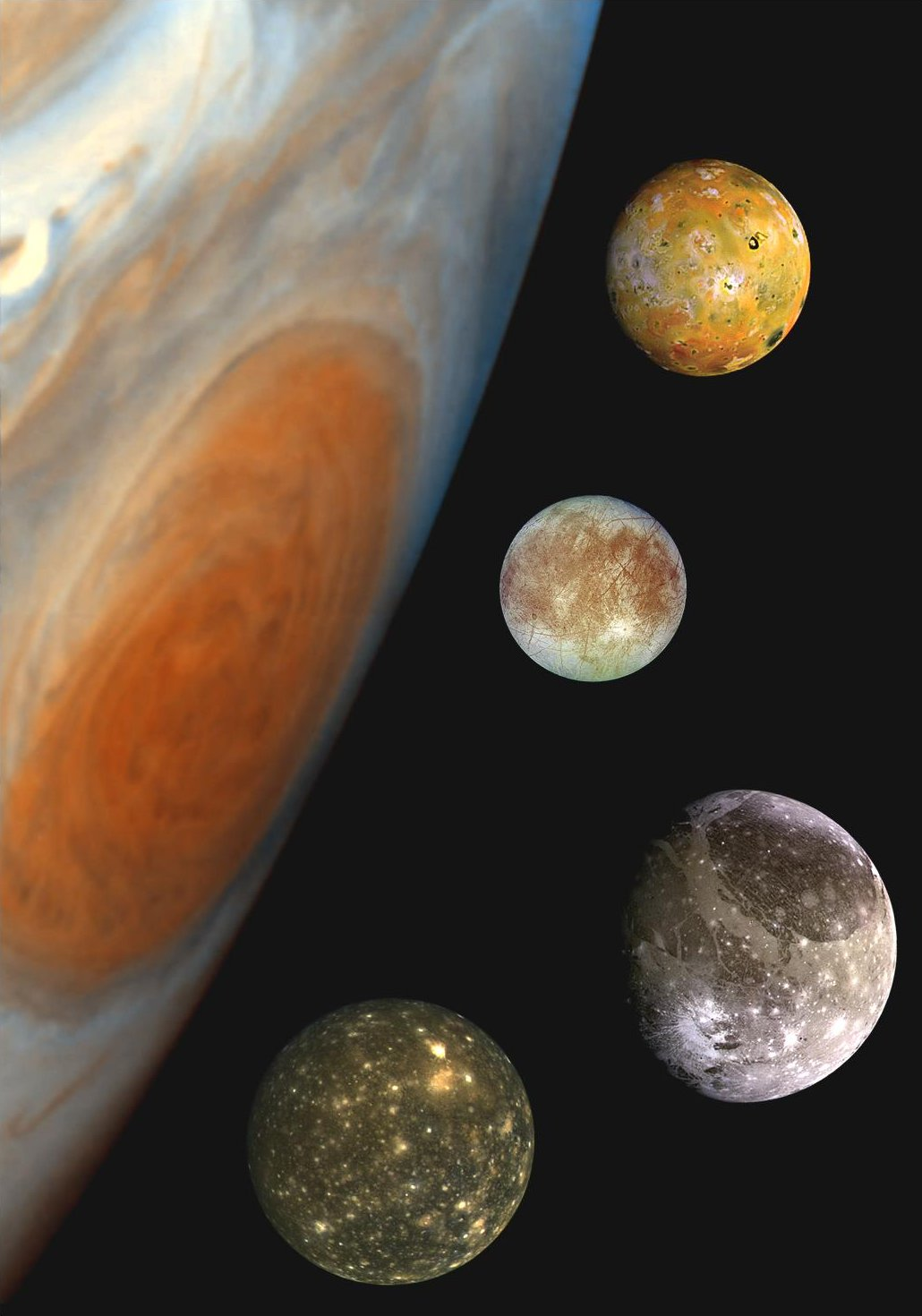
Imagen de Júpiter y los satélites galileanos: Ío, Europa, Ganímedes y Calisto.

### Satélites galileanos
Los principales satélites de Júpiter fueron descubiertos por Galileo Galilei el 7 de enero de 1610, razón por la que se les llama satélites galileanos. Reciben sus nombres de la mitología griega si bien en tiempos de Galileo se los denominaba por números romanos dependiendo de su orden de cercanía al planeta. Originalmente, Galileo bautizó a los satélites como «Mediceos», en honor a Cosme de Médici, duque de Florencia. El descubrimiento de estos satélites constituyó un punto de inflexión en la ya larga disputa entre los que sostenían la idea de un sistema geocéntrico, es decir, con la Tierra en el centro del universo, y la copernicana (o sistema heliocéntrico, es decir, con el Sol en el centro del sistema solar), en la cual era mucho más fácil explicar el movimiento y la propia existencia de los satélites naturales de Júpiter.
Los cuatro satélites principales son muy distintos entre sí. Ío, el más interior, es un mundo volcánico con una superficie en constante renovación y calentado por efectos de marea provocados por Júpiter y Europa. Europa, el siguiente satélite, es un mundo helado bajo el cual se especula la presencia de océanos líquidos de agua e incluso la presencia de vida. Ganímedes, con un diámetro de 5268 km, es el satélite más grande de todo el sistema solar. Está compuesto por un núcleo de hierro cubierto por un manto rocoso y de hielo. Calisto se caracteriza por ser el cuerpo que presenta mayor cantidad de cráteres producidos por impactos en todo el sistema solar.
| Nombre    | Diámetro (km) | Masa (kg)   | Radio orbital medio radio (km) | Período orbital |
| --------- | ------------- | ----------- | ------------------------------ | --------------- |
| Ío        | 3643.2        | 8.94 × 1022 | 421 600                        | 1.769138 días   |
| Europa    | 3122          | 4.8 × 1022  | 671 100                        | 3.551181 días   |
| Ganímedes | 5262          | 1.48 × 1023 | 1 070 400                      | 7.154553 días   |
| Calisto   | 4821          | 1.08 × 1023 | 1 882 700                      | 16.68902 días   |

### Satélites menores
Además de los mencionados satélites galileanos, las distintas sondas espaciales enviadas a Júpiter y observaciones desde la Tierra han ampliado el número total de satélites de Júpiter hasta 92. Estos satélites menores se pueden dividir en dos grupos:
- Grupo de Amaltea: son cuatro satélites pequeños que giran en torno a Júpiter en órbitas internas a las de los satélites galileanos. Este grupo está compuesto (en orden de distancia) por Metis, Adrastea, Amaltea y Tebe.

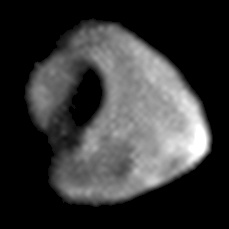
Tebe un satélite del grupo de Amaltea.

- Satélites irregulares: es un grupo numeroso de satélites en órbitas muy lejanas de Júpiter; de hecho, están tan lejos de este que la gravedad del Sol distorsiona perceptiblemente sus órbitas. Con la excepción de Himalia, son satélites generalmente pequeños. A su vez, este grupo se puede dividir en dos, los progrados y los retrógrados. La mayoría de estos objetos tienen un origen muy distinto al de los satélites mayores, siendo posiblemente cuerpos capturados y no formados en sus órbitas actuales. Otros pueden ser los restos de impactos y fragmentaciones de cuerpos mayores anteriores. Miembros de este grupo incluyen a Aedea, Aitné, Ananké, Arce, Autónoe, Caldona, Cale, Cálice, Calírroe, Carmé, Carpo, Cilene, Elara, Erínome, Euante, Eukélade, Euporia, Eurídome, Harpálice, Hegémone, Heliké, Hermipé, Herse, Himalia, Isonoe, Kallichore, Kore, Leda, Lisitea, Megaclite, Mnemea, Ortosia, Pasífae, Pasítea, Praxídice, Sinope, Espondé, Táigete, Telxínoe, Temisto, Tione, Yocasta y otros 17 que no tienen aún nombre definitivo.

### Asteroides troyanos
Además de sus satélites, el campo gravitacional de Júpiter controla las órbitas de numerosos asteroides que se encuentran situados en los puntos de Lagrange precediendo y siguiendo a Júpiter en su órbita alrededor del Sol. Estos asteroides se denominan asteroides troyanos y se dividen en cuerpos griegos y troyanos para conmemorar la Ilíada. El primero de estos asteroides en ser descubierto fue 588 Aquiles, por Max Wolf en 1906. En la actualidad se conocen cientos de asteroides troyanos. El mayor de todos ellos es el asteroide 624 Héctor.

## Sistema de anillos

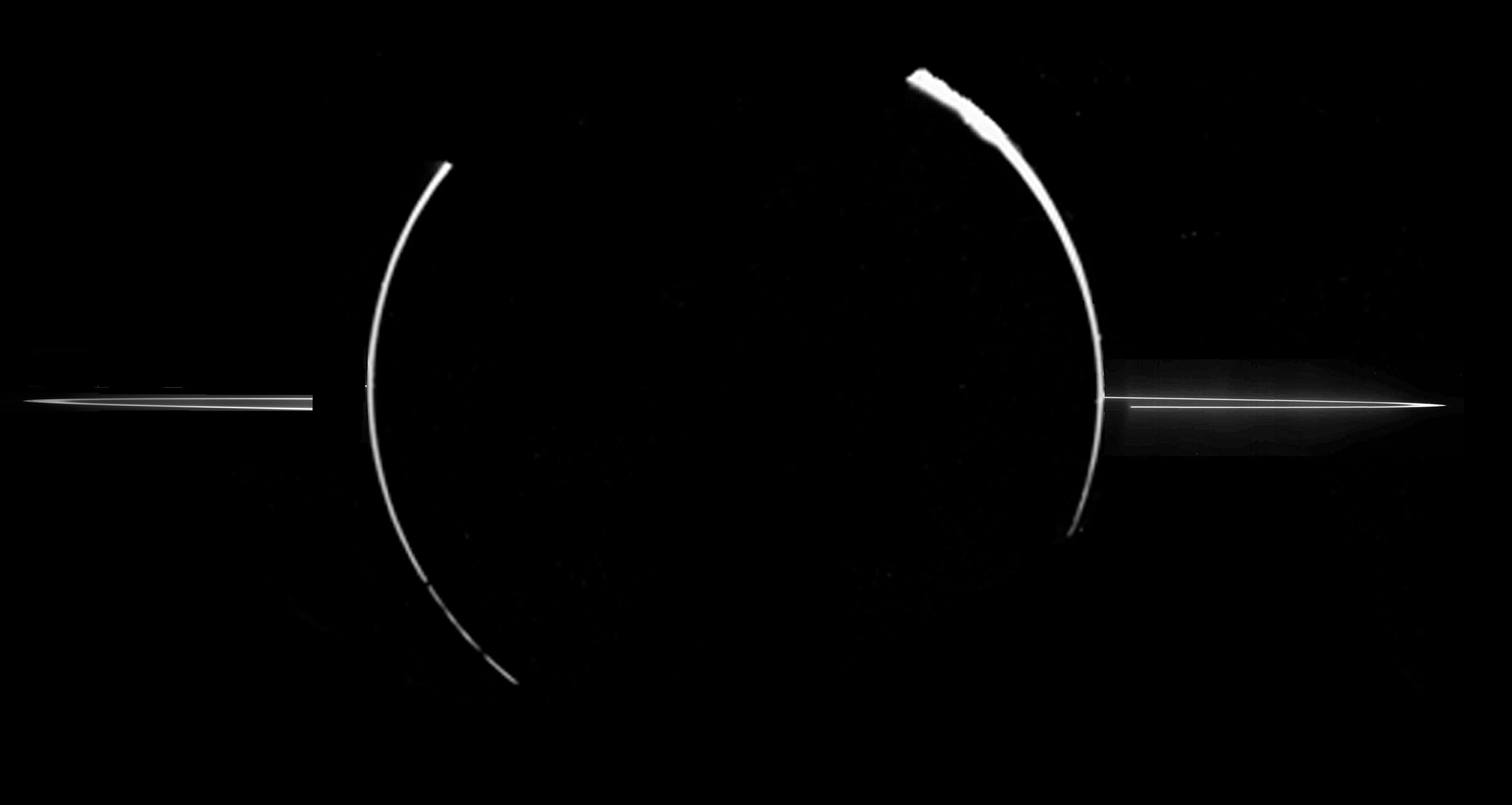
Imagen del anillo principal de Júpiter obtenida por la sonda Galileo.

Júpiter posee un tenue sistema de anillos que fue descubierto por la sonda Voyager 1 en marzo de 1979. El anillo principal tiene unos 6400 km de anchura, orbita el planeta a 122 800 km de distancia del centro y tiene un espesor vertical inferior a la decena de kilómetros. Su espesor óptico es tan reducido que solamente ha podido ser observado por las sondas espaciales Voyager 1 y 2 y Galileo.
Los anillos tienen tres segmentos: el más interno denominado halo (con forma de toro en vez de anillo), el intermedio que se considera el principal por ser el más brillante y el exterior, más tenue, pero de mayor tamaño. Los anillos están formados por polvo en vez de hielo como los anillos de Saturno. El anillo principal está compuesto probablemente por material de los satélites Adrastea y Metis; este material se ve arrastrado poco a poco hacia Júpiter gracias a su fuerte gravedad. A su vez se va reponiendo por los impactos sobre estos satélites que se encuentran en la misma órbita que el anillo principal. Los satélites Amaltea y Tebe realizan una tarea similar, proveyendo de material al anillo exterior.

## Formación de Júpiter
Las teorías de formación del planeta son de dos tipos: 
- formación a partir de un núcleo de hielo de una masa en torno a diez veces la masa terrestre capaz de atraer y acumular el gas de la nebulosa protosolar,
- formación temprana por colapso gravitatorio directo como ocurriría en el caso de una estrella.

Ambos modelos tienen implicaciones muy distintas para los modelos generales de formación del sistema solar y de los sistemas de planetas extrasolares. En ambos casos los modelos tienen dificultades para explicar el tamaño y masa total del planeta, su distancia orbital de 5 au, que parece indicar que Júpiter no se desplazó sustancialmente de la región de formación, y la composición química de su atmósfera, en particular de gases nobles, enriquecidos con respecto al Sol. El estudio de la estructura interna de Júpiter, y en particular, la presencia o ausencia de un núcleo interior permitiría distinguir ambas posibilidades.
Las propiedades del interior del planeta pueden explorarse de manera remota a partir de las perturbaciones gravitatorias detectadas por una sonda espacial cercana.
Actualmente existen propuestas de misiones espaciales para la próxima década que podrían responder a estos interrogantes.

## Impacto del cometa SL9

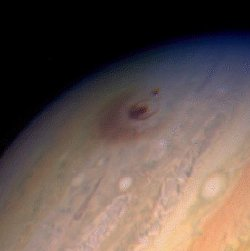
Imagen de los restos de uno de los impactos del cometa Shoemaker-Levy 9 en la atmósfera de Júpiter capturada por el telescopio espacial Hubble.

En julio de 1994, el cometa Shoemaker-Levy 9 impactó contra la atmósfera de Júpiter. El cometa había sido disgregado por la acción de la gravedad de Júpiter en 20/22 fragmentos en un paso anterior y cercano por el planeta.
Numerosos observatorios realizaron campañas intensivas de observación del planeta con motivo de este suceso único incluyendo el telescopio espacial Hubble y la sonda Galileo que en aquel momento se encontraba acercándose todavía al planeta. Los impactos mostraron la formación de impresionantes bolas de fuego en los minutos posteriores a cada impacto de cuyo análisis se pudo deducir la masa de cada uno de los fragmentos del cometa. Los restos dejados en la atmósfera se observaron como nubes negras en expansión durante semanas propagándose como ondas de choque. Sus propiedades permitieron analizar tanto propiedades del cometa como de la atmósfera joviana y su interior profundo por métodos análogos a los de la sismología terrestre. Los restos del cometa pudieron ser detectados durante varios años en la alta atmósfera del hemisferio Sur de Júpiter, presentes como partículas finas oscuras y mediante una mayor concentración atmosférica de determinados compuestos químicos aportados por el cometa.
Se ha estimado que Júpiter, debido a su gran masa, perturba las regiones cometarias como la nube de Oort atrayendo la mayoría de los cometas que caen sobre el sistema solar interior. No obstante, también los acerca sobre sí mismo por lo que es difícil estimar la importancia que tiene Júpiter en la llegada de cometas a la Tierra.

## Impactos recientes

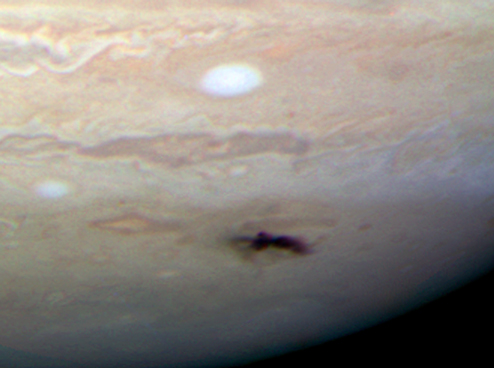
Foto tomada por el telescopio espacial Hubble del impacto en Júpiter de 2009 que dejó una mancha de 8000 km de extensión.

El día 19 de julio de 2009 Anthony Wesley, un astrónomo aficionado australiano anunció el descubrimiento de una mancha negra de un tamaño similar al diámetro de la Luna que había aparecido en la atmósfera de Júpiter en la región subpolar sur. Esta mancha estaba causada posiblemente por un impacto asteroidal o cometario con el planeta. Científicos del Laboratorio de Propulsión (JPL) de Pasadena, confirmaron el impacto utilizando el telescopio infrarrojo de NASA (IRTF, NASA Infrared Telescope Facility) ubicado en la isla hawaiana de Mauna Kea.
El objeto causante del impacto, con un diámetro estimado de unos 500 metros, provocó un aumento de la temperatura en las capas altas de la atmósfera joviana en el lugar del impacto y una gran nube de partículas de polvo oscuras que forman la mancha de impacto de gran extensión y que continuó siendo observable durante varios meses de forma progresivamente más tenue al ser dispersados los restos del impacto por los vientos de la atmósfera de Júpiter. Por el momento se desconoce si el objeto que impactó con Júpiter era un asteroide o un cometa. El impacto, descubierto por casualidad, ocurrió 15 años después del impacto del cometa Shoemaker-Levy 9.
El 3 de junio de 2010, casi un año más tarde, Anthony Wesley y Christopher Go (astrónomo aficionado de Filipinas) observaron simultáneamente la aparición de un intenso flash de luz en Júpiter en una región muy localizada que se corresponde con el impacto de un cuerpo asteroidal o cometario de menor tamaño que en 2009. El flash, que duró unos pocos segundos, se produjo en latitudes ecuatoriales y por el momento no parece haber dejado ningún remanente de material observable en la atmósfera joviana.

## Exploración espacial de Júpiter

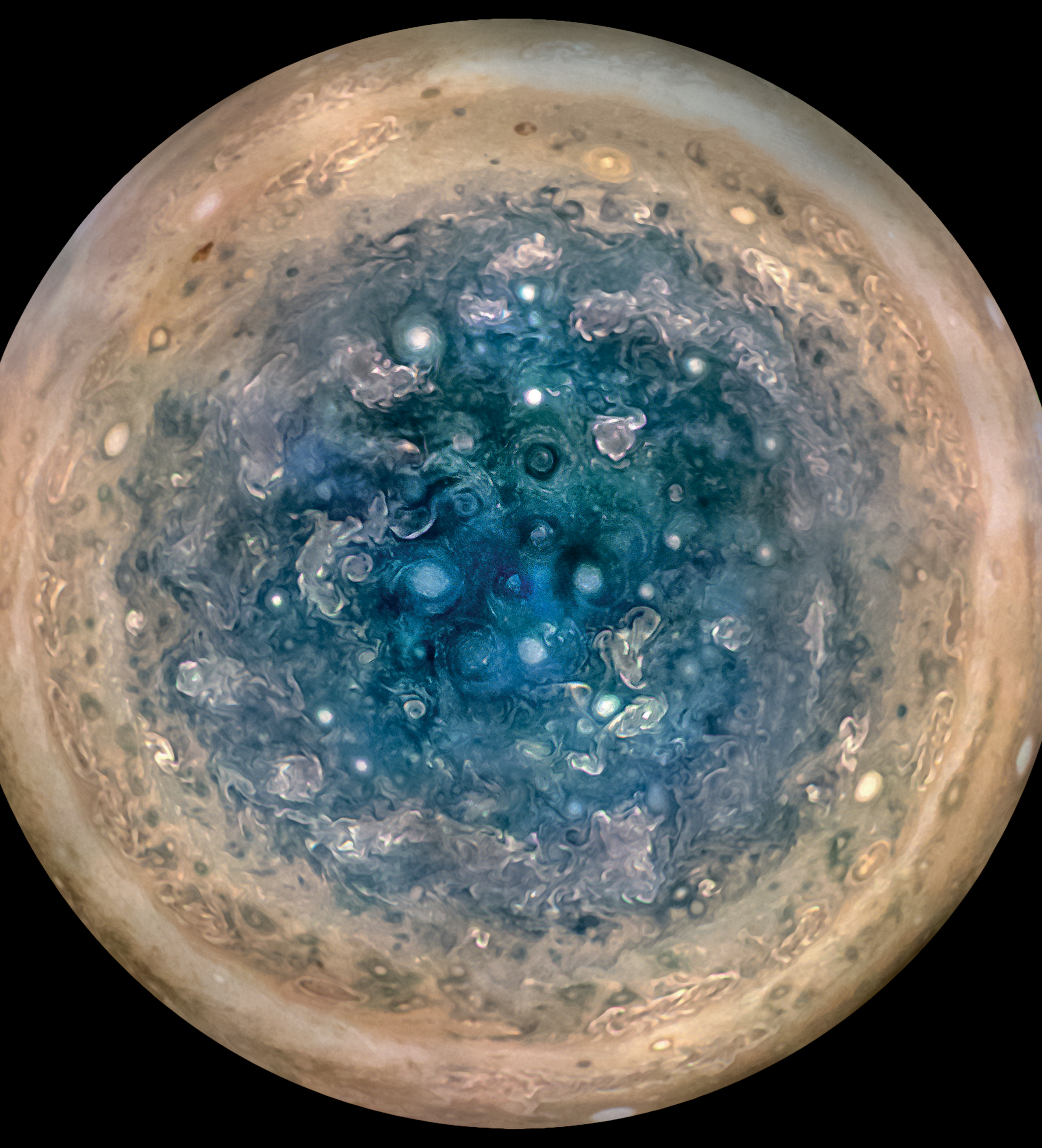
Esta imagen muestra el polo sur de Júpiter, visto por la nave espacial Juno de la NASA desde una altitud de 52 000 kilómetros. Las características ovales son ciclones, de hasta 1000 kilómetros de diámetro. Múltiples imágenes tomadas con el instrumento JunoCam en tres órbitas separadas se combinaron para mostrar todas las áreas a la luz del día, color mejorado y proyección estereográfica.

Júpiter ha sido visitado por varias misiones espaciales de NASA desde 1973.
Las misiones Pioneer 10 y Pioneer 11 realizaron una exploración preliminar con sobrevuelos del planeta. La sonda Pioneer 10 sobrevoló Júpiter por primera vez en la historia en diciembre de 1973. La sonda Pioneer 11 le siguió justo un año después. Se tomaron las primeras fotos cercanas de Júpiter y de los satélites galileanos, se estudió su atmósfera, se detectó su campo magnético y se estudiaron sus cinturones de radiación.

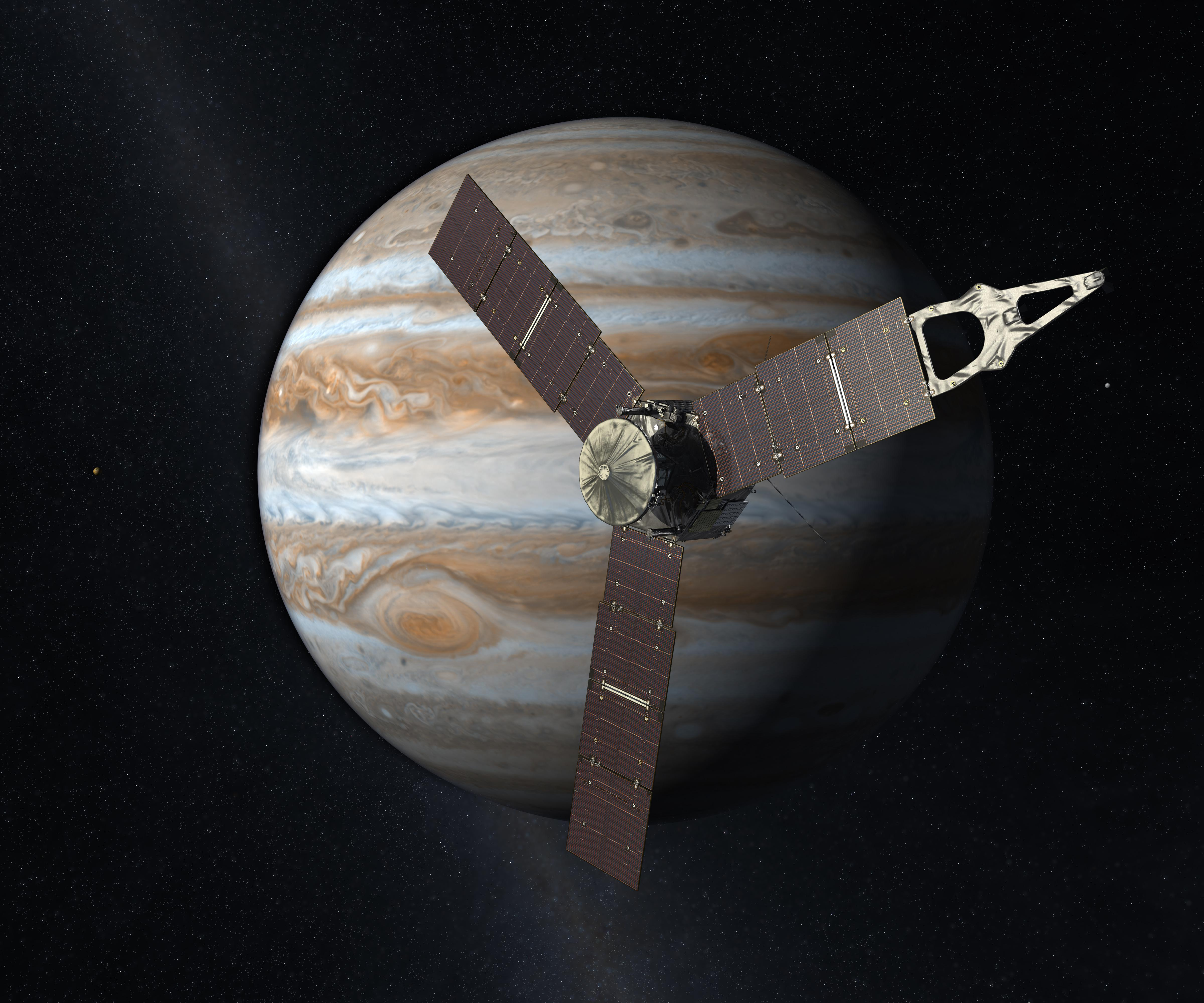
Representación artística de Juno llegando a Júpiter.

Las misiones Voyager 1 y Voyager 2 visitaron Júpiter en 1979 revolucionando el conocimiento que se tenía del planeta y sus satélites y descubriendo también su sistema de anillos. Se descubrió que Ío tenía una actividad volcánica extraordinaria y que Júpiter también poseía anillos.
En 1995, la misión Galileo, que constaba de una sonda y un orbitador, inició una misión de exploración del planeta de siete años. Aunque la misión tuvo importantes problemas con la antena principal que retransmitía los datos a la Tierra, consiguió enviar informaciones con una calidad sin precedentes sobre los satélites de Júpiter, descubriendo los océanos subsuperficiales de Europa y varios ejemplos de vulcanismo activo en Ío. La misión concluyó lanzando al orbitador contra el propio planeta para evitar una colisión futura con Europa que pudiera contaminar sus hielos.
En diciembre de 2000, la misión espacial Cassini/Huygens realizó un sobrevuelo lejano en su viaje con destino a Saturno obteniendo un conjunto de datos comparable en cantidad a los sobrevuelos realizados por las Voyager pero con una calidad de las observaciones mejor.
A finales de febrero de 2007, el planeta Júpiter fue visitado por la sonda New Horizons en su viaje a Plutón.
El 5 de julio de 2016, entró en órbita la sonda espacial Juno para estudiar la atmósfera, la magnetosfera y auroras de este planeta.
Están en estudio misiones dedicadas a la observación de Júpiter y su satélite Europa por parte de las agencias espaciales NASA y ESA.

## Cómo localizarlo

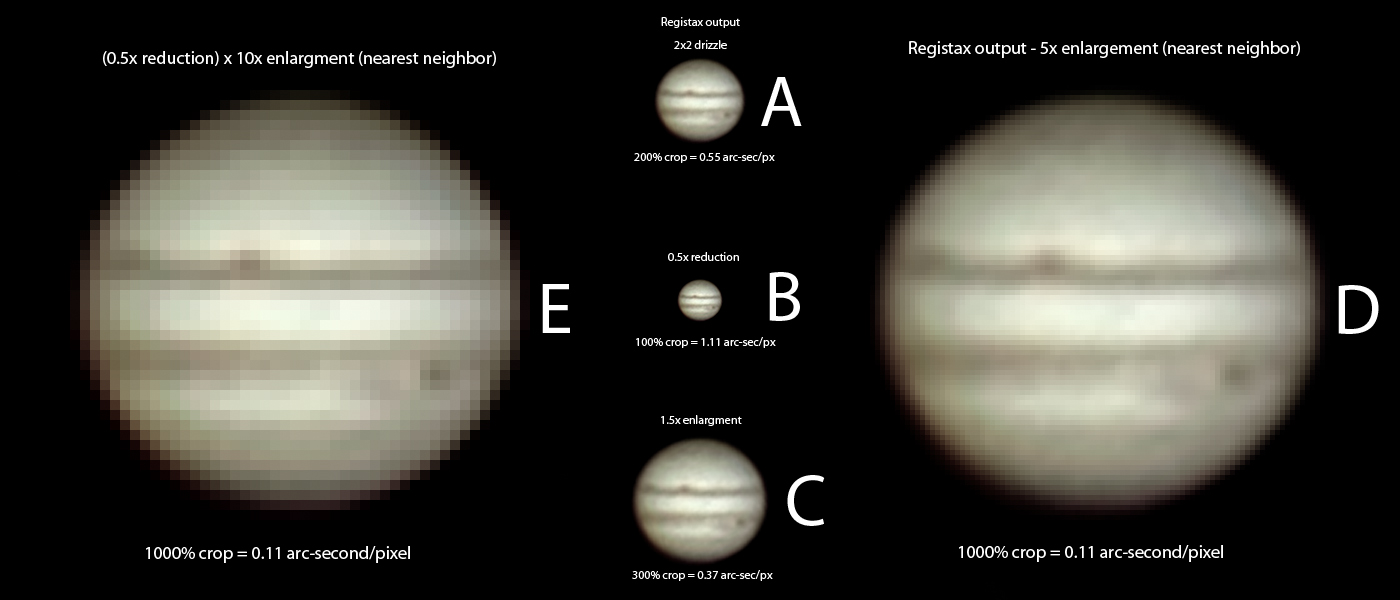
Júpiter tomado con un teleobjetivo CANON EOS 550D (Rebel T2i).

Así como el resto de planetas más externos que la Tierra en su órbita con respecto al Sol, Júpiter puede ocupar cualquier parte de la eclíptica o encontrarse oculto detrás del Sol. No ocurre como con Venus y Mercurio, que por tener sus órbitas más cerca del Sol que la de la Tierra, solo los podemos localizar en dirección hacia el Sol y en sus inmediaciones. Dado que el brillo de Júpiter es siempre superior a la magnitud -2, (su máximo brillo en la mejor oposición alcanza magnitud -2.9) Júpiter es visible a simple vista, y aparece en el cielo como un objeto de apariencia estelar redondeado y de color pálido, siendo habitualmente el segundo planeta a simple vista más luminoso, después de Venus. En circunstancias excepcionales, cuando coincide que la oposición de Marte ocurre cerca del perihelio de su órbita elíptica, el brillo de Marte puede llegar a alcanzar magnitud -2.97 superando el brillo de Júpiter, pero solo durante algunos días. Con un telescopio incluso de aficionado, es posible ver las bandas nubosas de la atmósfera joviana y sus satélites de mayor tamaño.
El movimiento aparente de Júpiter respecto del fondo de estrellas es directo excepto cerca de la oposición. Júpiter parecerá entrar en movimiento retrógrado unos 60 días antes de la oposición y permanecerá así durante un período de aproximadamente 121 días, moviéndose aparentemente “hacia atrás” un ángulo de 9.9° antes de volver al movimiento directo.